# 広島県立大柿高等学校大君分校
広島県立大柿高等学校大君分校（ひろしまけんりつおおがきこうとうがっこうおおきみぶんこう）はかつて広島県江田島市大柿町大君にあった県立高等学校の分校。
2009年（平成21年）3月末をもって閉校となった。

## 概要
歴史
1964年（昭和39年）に能美紡績（現・株式会社ユウホウ）の社員に高校教育を行うことを目的に広島県が分校を設置したのが始まり。設置から45年を迎えた2009年（平成21年）に閉校。
設置課程・学科
定時制課程 普通科（閉校当時）
所在地
広島湾に浮かぶ能美島の南部にあり、瀬戸内海の温暖な気候と風光明媚な場所にあった。

## 沿革
- 1964年（昭和39年）4月6日 - 能美紡績（現・株式会社ユウホウ）の社員に高校教育を施すために「広島県大柿高等学校 大君分校」（昼間定時制・二部制）が設置される。
  - 広島県内初の産学一体の県立高等学校であった[1]。
- 1968年（昭和43年）10月1日 - 「広島県立大柿高等学校 大君分校」に改称（県の後に「立」が付される）。
- 2006年（平成18年）4月1日 - 生徒募集を停止。
- 2009年（平成21年）
  - 3月7日[1] - 閉校式を挙行。
  - 3月31日 - 閉校。閉校後の証明書発行の事務等は広島県立大柿高等学校で行われている。
    - 卒業者総数 - 816名[1]

## 交通
最寄りの幹線道路
- 国道487号
- 広島県道44号江田島大柿線

## 周辺
- ユウホウ能美工場
- 大君浜井病院
- 胡子神社
- 旧・江田島市立大君小学校（大君分校と同時に閉校）
- 旧・江田島市立大君保育園（大君分校と同時に閉園）

## 参考資料
- 広報えたじま2009年（平成21年）4月号 (PDF) p.8 - 江田島市ウェブサイト